# Eulo
Eulo is een plaats in de Australische deelstaat Queensland en telt 108 inwoners (2006).